# Anchusa arvensis
Anchusa arvensis é uma espécie de planta com flor pertencente à família Boraginaceae. 
A autoridade científica da espécie é (L.) M. Bieb., tendo sido publicada em Flora Taurico-Caucasica 1: 123. 1808.
Os seus nomes comuns são buglossa, buglossa-do-norte, erva-do-fígado, erva-sangue, borrage, borragem, chupa-mel, língua-de-vaca ou orcaneta.

## Portugal
Trata-se de uma espécie presente no território português, nomeadamente os seguintes táxones infraespecíficos:
- Anchusa arvensis subsp. arvensis - presente em Portugal Continental. Em termos de naturalidade é nativa da região atrás referida. Não se encontra protegida por legislação portuguesa ou da Comunidade Europeia.
- Anchusa arvensis subsp. orientalis - presente em Portugal Continental. Em termos de naturalidade é introduzida da região atrás referida. Não se encontra protegida por legislação portuguesa ou da Comunidade Europeia.